# Taso de Frioul
Taso, Tasso ou Tacco de Frioul (mort vers 625) est duc de Frioul conjointement avec son frère Kako de 610 à vers 625.

## Origine
Taso est le fils aîné de Gisulf II de Frioul et de Romilda. Selon Paul Diacre dans son Histoire des Lombards, il est, comme son puîné Kako, adolescent lors de l'invasion avare de 610 qui coûte a vie à son père et voit la trahison de sa mère. Capturé avec ses trois frères et ses quatre sœurs il réussit à échapper à la captivité avec ses frères après la reddition et le sac de Forum Julii.
Paul Diacre note ensuite que Taso et son frère Kako « reprirent le gouvernement du duché après la mort de Gisulf » a priori dans le cadre d'un règne conjoint. Le chronique évoque ensuite les circonstances de leur mort lorsqu'ils sont attirés dans un piège à Oderzo par un « Patrice romain » nommé Gregorius qui les fait mettre à mort après avoir promis à Taso de lui « couper la barbe comme il était d'usage de le faire à son fils ».
Curieusement, le pseudo Frédégaire rapporte dans sa chronique une histoire similaire qu'il situe sous les années 623 et 630. Il l'attribue à un certain Taso dont il fait faussement (?) un duc de Toscane et qui après s'être révolté contre le roi Arioald (626-636) est lui aussi attiré dans un piège à Ravenne et tué par Isaac l'exarque de 625 à 643 successeur de Gregorius Ier (619-625).

## Sources
- Gianluigi Barni, La conquête de l'Italie par les Lombards, Paris, Albin Michel, coll. « Le Mémorial des Siècles », 1975 (ISBN 2226000712).
- Dominique Petit, Histoire sociale des Lombards VIIe – VIIIe siècles, Paris, L'Harmattan, 2003 (ISBN 2747552381).
- Venance Grumel, Traité d'études byzantines, vol. I : La chronologie, Paris, Presses universitaires de France, 1958, 587 p. (lire en ligne).